# Hell (album Awake)
Hell – trzeci studyjny album zespołu Awake, wydany w 2001 roku przez Mami Records.

## Lista utworów
1. Hell (Porzucenie)
2. Among The Chaos [One More Time] (Pośród Chaosu [Kolejny Raz])
3. Void (Próżnia)
4. Denial of Innocence (Zaprzeczenie Niewinności)
5. One (Jedno)
6. Podróż w Stronę Słońca
7. Waiting (Czekając)
8. Beelzebub's Flies (Muchy Belzebuba)
9. Suffering Days (Dni Cierpienia)
10. Anxious Angry Ablaze (Niespokojny Gniewny Płonący)
11. Passive Puppets (Bezwolne Kukły)
12. Plenitude of Anger [version 2] (Pełnia Gniewu [wersja 2])

Tłumaczenia tytułów utworów były integralną częścią albumów grupy Awake - do każdej płyty zespół załączał tłumaczenia swoich liryków.

## Teledyski
- "Suffering Days" (prod. Farben Und Graphit Gruppe)

## Twórcy
Skład podstawowy
- Zbigniew Neumann - gitara basowa, śpiew
- Sławomir Drzewiecki - perkusja
- Aleksander Kołodziej - gitara

Pozostali
- Sławomir Wieczorek - tekst utworu "Plenitude of Anger"
- Sławomir Mizerkiewicz - produkcja, inżynier, miksowanie
- Grzegorz Piwkowski - mastering
- Truskaffka - fotografie, projekt graficzny